# قشة وييد
قشة وييد (الأسم العلمي: Callithrix kuhlii)، والمعروف أيضًا باسم القشة أسود خصلات الأذن، وهو من قرود العالم الجديد يعيش في الغابات الاستوائية المطيرة وشبه الاستوائية في شرق البرازيل. على عكس جميلات الشعر الأخرى، يعيش قشة ويد في مجموعات وعائلات تتكون من 4 أو 5 إناث و 2 أو 3 ذكور (بالإضافة إلى الصغار). في العائلة، ولا يُسمح إلا للمرأة المهيمنة بالتزاوج من الذكور. مثل غيرها من القشيات، يولد هذا النسل دائمًا في أزواج.

## الحمية
يكمل هذا القرد نظامه الغذائي من النسغ مع الفاكهة والرحيق والزهور والبذور، وكذلك العناكب والحشرات. نظرًا لأنه يتم حصادها من الجزء الأوسط والسفلي من الغابة، فغالبًا ما يسافر قشة ويد و ينتزع مؤن قرود طمارين الأسود ذي الرأس الذهبي، حيث يحتلون آماكن الظل مكانهم.

## الحيوانات المفترسة الطبيعية
يعتبر قرود قشة وييد فريسة للطيور الجارحة (كالعقاب الخطافة، والباز الرمادي، وباز جانب الطريق والصقر أبيض الذيل)، والسنوريات (اليغور، واليغورندي والأصلوت) والثعابين .

## السلوك
قرود قشة ويد اجتماعية للغاية، تقضي معظم وقتها في الاعتناء بنفسها. لديها تواصل مميزة بشكل فردي، وتتواصل من خلال الإيماءات وعلامات الشمي كذلك.

## المظهر الخارجي
معظم ألوان قرود قشة ويد سوداء اللون، مع وجود علامات بيضاء على الخدين والجبهة. لديها حلقات على ذيلها وخواتم منفوشة ذو لون أسود من الفراء تخرج من أذنيها.

## الوراثة

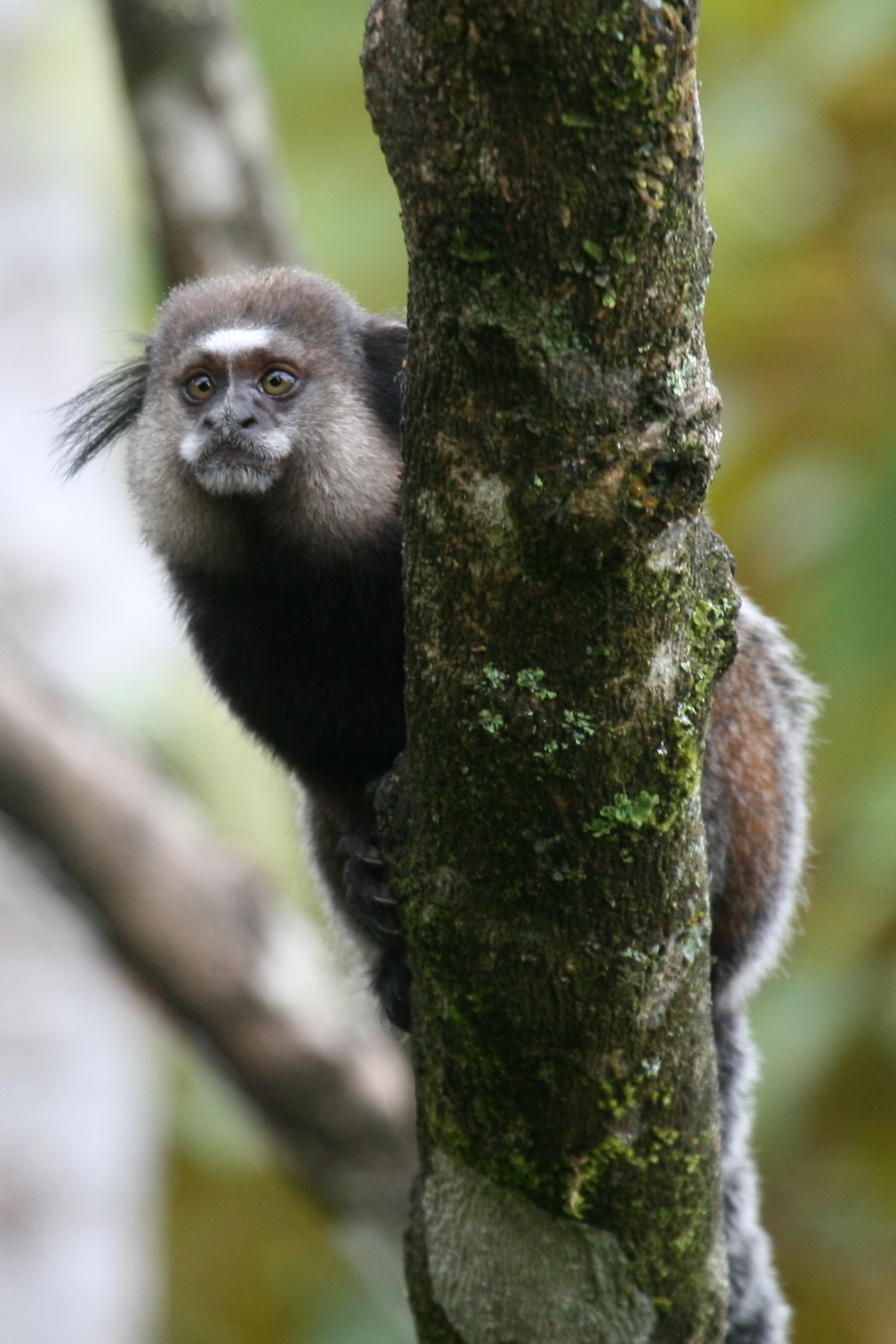
قشة ويد في جنوب باهيا.

يحمل الأفراد الوراثة بخطين أو أكثر من خطوط الخلايا الوراثية في أجسامهم بشكل أفقي، كل منها ينبع من بويضة مخصبة منفصل ومميزة وراثيا. هذا القرد المتسلق هو نتيجة لخطوط الخلية المتبادلة بين الأشقاء في الرحم . يتم إخصاب بويضتان الأصليتان في نفس الأنثى بواسطة حيوانين منويين مختلفين، ويحتمل أن يكونا من أكثر من ذكر. لذلك، يُظهر الأفراد المثيرون خيالًا ظاهريًا ناتج عن أكثر من نمط وراثي واحد، وربما أكثر من أباً واحد.
اكتشف الباحثون في الأمازون لأول مرة خيوط في نخاع العظم للقشيات في الستينات. لقد أظهرت الأبحاث الحديثة أنه يمكن أن يحدث وراثة في جميع خطوط الخلايا للقشيات، بما في ذلك الخلايا الجنسيية . وهذا يسمح لاحتمال التوارث الأفقي. بمعنى آخر، يمكن للأفراد نقل النمط الوراثي الذي يختلف عن النمط الوراثي للأغلبية (أو الذاتية) ، و بنظر في خط وراثة الأب من القشيات في خلاياه الجنسية. كما يمكن لهذا الأب أن ينقل خط خلاياه الثانوي (التي تأتي من لأغلبية أو خط الخلية الذاتية لشقيقه) إلى نسله. وبهذه الطريقة، سيكون ذرية هذا الأب مشابهًا وراثياً لعمه أكثر من والده.

يزداد التعجب في نظام الوراثة لدى هذه القشيات، فنظرًا لأن تغيير الوراثة في درجات الترابط بين الأفراد، فإنه يغير أيضًا القيمة التكيفية لبعض السلوكيات فيها، فمثل تربية الشباب الصغار بشكل تعاوني. لقد تم اقتراح أن الوراثة تخلق نظامًا يجعل من المفيد تطوريًا أن يتعاون الفرد لتربية أشقائه ؛ هذا يتطابق عن كثب مع الطريقة التي لوحظت بها الأنظمة الاجتماعية للقشيات في البرية.